# Gent de pluja
 Gent de pluja (títol original en anglès: The Rain People) és una pel·lícula estatunidenca de Francis Ford Coppola estrenada el 1969. Ha estat doblada al català. Al costat de Shirley Knight, els actors principals són James Caan i Robert Duvall, els dos treballarien més tard amb Coppola a El Padrí . El futur director cinematogràfic i amic de Coppola, George Lucas, va treballar com a ajudant en aquesta pel·lícula, i va fer un documental curt, Fimmaker, sobre la realització. La pel·lícula també va guanyar la Conquilla d'Or a la millor pel·lícula al Festival Internacional de cinema de Sant Sebastià de 1969.

## Argument
Natalie Ravenna (Shirley Knight) és una mestressa de casa. Però quan descobreix que està embarassada, sent la necessitat d'evadir-se de la seva vida i del seu matrimoni. Recorre llavors les carreteres dels Estats Units... En el seu camí coneix un home estrany anomenat Killer (James Caan) amb un passat que no està preparat per revelar. Porta Natalie a preguntar-se: hauria de quedar-se amb Killer o retornar amb el seu marit Vinny? Les coses es compliquen més quan Natalie s'embolica amb un solitari patruller d'autopistes Gordon (Robert Duvall).

## Repartiment
- James Caan: Jimmy Kilgannon
- Shirley Knight: Natalie Ravenna
- Robert Duvall: Gordon
- Marya Zimmet: Rosalie
- Tom Aldredge: M. Alfred
- Laura Crews: Ellen
- Andrew Duncan: Artie
- Margaret Fairchild: Marion
- Sally Gracie: Beth
- Alan Manson: Lou
- Robert Modica: Vinny Ravenna

## Producció i crítica
La pel·lícula ofereix uns 2 minuts i 44 segons d'imatges rodades als carrers de Chattanooga, Tennessee, enmig de la desfilada anual de les forces armades de la ciutat. La major part de la filmació van ser realitzada a prop de la intersecció principal del que avui és Martin Luther King Boulevard i Market Street.
Roger Ebert, del Chicago Sun-Times, va donar a la pel·lícula quatre estrelles de quatre i va comparar la cerca de Natalie Ravenna amb la del personatge de Peter Fonda a Easy Rider, i els va anomenar els dos "descendents lineals del buscador més típicament americà, Huckleberry Finn. Conclou que "és difícil dir si la pel·lícula té èxit o no. Això és el més bonic de molts dels nous directors experimentals nord-americans. Prefereixen fer coses interessants i fer observacions provocatives que intentar desaprofitar John Ford per tal de fer la gran pel·lícula americana. Segons TVGuide.com, "Aquesta estranya odissea no va ser un èxit, tot i que al llarg dels anys ha estat considerada com una de les imatges més personals de Coppola".